# It's Immaterial
It's Immaterial est un groupe de musique britannique des années 1980 principalement connu pour sa chanson Driving Away from Home (Jim's Tune), qui s'est classée dans le Top 20 des ventes au Royaume-Uni en avril 1986.

## Histoire
It's Immaterial est fondé en 1980 à Liverpool par John Campbell (chant), Martin Dempsey (guitare), Henry Priestman (claviers) et Paul Barlow (batterie). Les trois premiers avaient auparavant fait partie du groupe Yachts. Le groupe publie ses premiers singles sur divers petits labels et apparaît à quatre reprises dans l'émission de John Peel entre 1981 et 1985.
It's Immaterial connaît son unique succès au hit-parade en 1986 avec la chanson Driving Away from Home (Jim's Tune), qui se classe 18e au Royaume-Uni. Un premier album, Life's Hard and Then You Die, voit le jour la même année et se classe 62e. À cette date, le groupe est réduit à un duo, composé de John Campbell (chant) et Jarvis Whitehead (guitare et claviers), ce dernier arrivé en 1982. Priestman rejoint le groupe The Christians.
En 1990, It's Immaterial publie un deuxième album, Song, bien accueilli par la critique mais ignoré par le public. Le duo Campbell-Whiteheard enregistre un troisième disque, dont le titre de travail est House for Sale, qui reste dans les cartons.

## Discographie

### Singles
Les places indiquées correspondent au hit-parade britannique.
- juillet 1980 : Young Man (Seeks Interesting Job) / Doosha (A Success Story)
- juillet 1981 : A Gigantic Raft (In the Philippines) / No Place for a Prompter
- novembre 1981 : Imitate the Worm / The Worm Turns
- 1982 : A Gigantic Raft (In the Philippines) / No Place for a Prompter
- octobre 1983 : White Man's Hut / The Worm Turns
- février 1984 : A Gigantic Raft (In the Philippines) / The Mermaid
- octobre 1985 : Ed's Funky Diner / Washing the Air
- mars 1986 : Driving Away from Home (Jim's Tune) / Trains, Boats, Planes (18e)
- juillet 1986 : Ed's Funky Diner (Friday Night, Saturday Morning) / Only the Lonely (65e)
- octobre 1986 : Space / Washing the Air
- février 1987 : Rope / Festival Time
- août 1990 : Heaven Knows / River

### EP
- mars 1985 : Fish Waltz / Several Brothers / The Better Idea / Lullaby (30e UK Indie)
- novembre 1986 : Driving Away From Home (Jim's Tune) / Ed's Funky Diner / Driving Away From Home (I Mean After All It's Only 'Dead Man's Curve')